# 萬卡馬爾卡山
10°20′52″S 76°50′15″W / 10.34778°S 76.83750°W
萬卡馬爾卡山（Wank'a Marka），是秘魯的山峰，位於該國中部瓦努科大區，由勞里科查省的赫蘇斯區負責管轄，屬於安地斯山脈的一部分，海拔高度4,800米。